# Antônio, o Flamenco
Antônio, o Flamenco (em francês: Antoine le Flamenc; em italiano: Antonio Fiammengo; em latim: Antonius Flamengo; em grego: Αντώνιος Λε Φλαμά; romaniz.: Antónios le Phlamá; fl. 1303–13) foi um cavaleiro franco e senhor de Carditsa (atual Acréfnio) na região da Beócia, no Ducado de Atenas, que esteve ativo no começo do século XIV.

## Vida
Antônio possuía ancestralidade flamenca (como indica seu sobrenome), e seus antepassados haviam se assentado há muito tempo na Terra Santa antes de ascenderam à proeminência na Grécia franca. O eminente estudioso do século XIX do governo franco na Grécia, Karl Hopf, sugeriu que foi o marido e co-governante de Isabel Pallavicini, senhora da Marca de Bodonitsa até a morte dela em 1286, após o qual disputou a sucessão da marca com o primo dela Tomás Pallavicini. Contudo, como William Miller aponta, isso foi pura conjectura e carece de qualquer base nas fontes contemporâneas.
Antônio é mencionado pela primeira vez em 1303, quando a versão francesa da Crônica da Moreia registra que o duque de Atenas Guido II de la Roche (r. 1287–1308) nomeou-o seu representante (bailio) na Tessália, um território que estava sob proteção de Guido após seu governante grego, o tio de Guido, Constantino Ducas (r. 1289–1303), ter morrido e deixado seu infante João II (r. 1303–1318) sob sua tutela. O filho de Antônio, João, também recebeu um posto na Tessália. Miller comenta que foi possivelmente a experiência de Antônio com os valáquios da região que levou a nomeação deles para tamanha posição. Antônio é também conhecido como tendo tido propriedades em torno de Coroneia e Patrício, possivelmente identificável com a moderna Ipsilantis, onde uma torre medieval está situada.
Antônio aparentemente esteve em alta estima: a Crônica da Moreia chama-o não apenas "o mais sábio do ducado", mas "um dos homens mais sábios na România [Grécia latina]". De fato, ele é o único membro da baixa nobreza do Ducado de Atenas a ser mencionado nas fontes.
Ele foi um leal seguidor de Matilda de Hainaut, a esposa de Guido II. Em 1305, estava entre as testemunhas para uma ação relativa à propriedade dela nos Países Baixos (à qual ambos reivindicaram) e esteve presente com seu filho em seu segundo casamento com Carlos de Taranto em Tebas em 2 de abril de 1309. Em 1308, a República de Veneza acusou Antônio, Guido, Rocaforte e Bonifácio de Verona de conspirarem para tomar a colônia veneziana de Negroponte.
Em 15 de março de 1311, Antônio lutou na Batalha de Halmiro contra a Companhia Catalã e foi um dos poucos sobreviventes, embora foi capturado e mantido como refém, como implicado pela presença de seu nome numa lista de correspondentes das autoridades venezianas em 1313. Antônio construiu a Igreja de São Jorge em Carditsa logo após seu retorno do cativeiro, como atestado pela inscrição do doador, provavelmente, como Miller sugere, comissionada por Antônio em cumprimento de um voto feito antes da batalha.